# David Henrique dos Santos
David Henrique dos Santos (Maceió, 19 maart 1990) - alias Manteiga - is een Braziliaanse voetballer die bij voorkeur als middenvelder speelt. 

## Carrière
In de jeugd speelde Manteiga voor Conchalense, EC Vitória (2003-2006) en Criciúma EC (2006-2007). Hij werd in 2007 aangetrokken door SE Gama dat uitkwam in de Serie B. Voor Gama speelde hij in 2008 in totaal 5 wedstrijden. Op zondag 13 juli 2008 werd bekendgemaakt dat Feyenoord Manteiga had ingelijfd.. Manteiga tekende een contract bij de Rotterdammers tot medio 2011 met een optie voor nog twee jaar. Hij kreeg het rugnummer 17. Hij was met André Bahia en Darley Ramon Torres de derde Braziliaan bij Feyenoord in het seizoen 2008-2009.
In het seizoen 2009-2010 zat Manteiga niet bij de eerste selectie. Hij vertrok op huurbasis naar SBV Excelsior en in 2010 eveneens op huurbasis naar zijn vaderland om bij Ponte Preta te spelen. Begin 2011 werd hij definitief vastgelegd door Grêmio Barueri. Dat verruilde hij in 2012 voor Volta Redonda Futebol Clube. In 2013 speelde Manteiga voor Atlético Paranaense en in 2014 eerst voor Grêmio Barueri en later voor AA Anapolina. In 2015 speelde hij voor ADRC Icasa. In 2016 speelde Manteiga eerst voor SD Juazeirense en vervolgens voor América FC (RN). Vanaf medio 2016 tot en met 2017 kwam hij uit voor Central SC en in 2018 ging hij bij AA Portuguesa (RJ) spelen